# Bruno Marzi
Bruno Marzi (Siena, 26 novembre 1908 – Siena, 7 marzo 1981) è stato un pittore e falsario italiano.
Nel XX secolo è il pittore che ha dipinto il maggior numero di drappelloni del Palio di Siena, ventiquattro, tra il 1928 e il 1969, eguagliando il record di Vittorio Emanuele Giunti, il quale però dipinse il primo del 1910 insieme a Corrado Potenti, vinto dalla Contrada della Torre.

## Biografia
Nasce da madre grossetana, Ida Maravigli, e da padre senese, Edoardo, primo di quattro fratelli e sorelle. Dal 1921 frequenta l'Istituto di Belle Arti mentre svolge vari lavori per mantenersi come il corriere e il meccanico. Nonostante brillanti risultati scolastici, continuerà a frequentare la scuola in orario serale per far fronte agli impegni di lavoro.
Nel 1928 dipinge il suo primo Palio, quello straordinario vinto dalla Contrada dell'Onda. Chiamato alle armi nel 1929 chiede di poter sostenere gli esami finali e l'anno seguente gli viene comunicato dal Provveditore del Monte dei Paschi di aver vinto l'alunnato di perfezionamento in pittura a Roma.
Nel 1932 espone alcune opere alla mostra senese del Sindacato fascista degli Artisti Toscani. Alla mostra, promossa dall'artista Dario Neri, parteciperanno altri artisti come Arturo Viligiardi, Otello Chiti, Guido Masignani. Nello stesso anno terrà anche la sua prima mostra personale.
Nel 1935 dipinge entrambi i drappelloni del Palio, sia di luglio che di agosto. Nel 1936 dipinge il cosiddetto Palio dell'Impero, firmato dal re Vittorio Emanuele III di Savoia. Nello stesso anno inizia a dipingere nella residenza di Fiumicino del principe Torlonia. Nel 1937, dopo aver dipinto nuovamente il Palio, lavora alla Villa Torlonia sulla via Nomentana, residenza di Benito Mussolini e della sua famiglia dal 1925 al 1943.
Nel 1938 sposa Ada Misan, di origini ebraiche. Proprio quell'anno esce il Manifesto del razzismo italiano cui fanno seguito disposizioni legislative che privano la moglie dei diritti essenziali. Nel 1939 nasce la figlia Anna.
Viene richiamato alle armi nel 1942 a Firenze e successivamente inviato ad Asciano. Nel novembre 1943 fascisti e nazisti invadono la casa dei Misan e i familiari vengono fatti salire su un carro bestiame fino al comando delle SS di Bologna. Qui riusciranno a fuggire, evitando la deportazione nei campi di concentramento in Germania e Polonia. Ada era nascosta presso i suoceri Marzi ed il fratello Giulio era già da tempo alla macchia col Partito d'Azione.

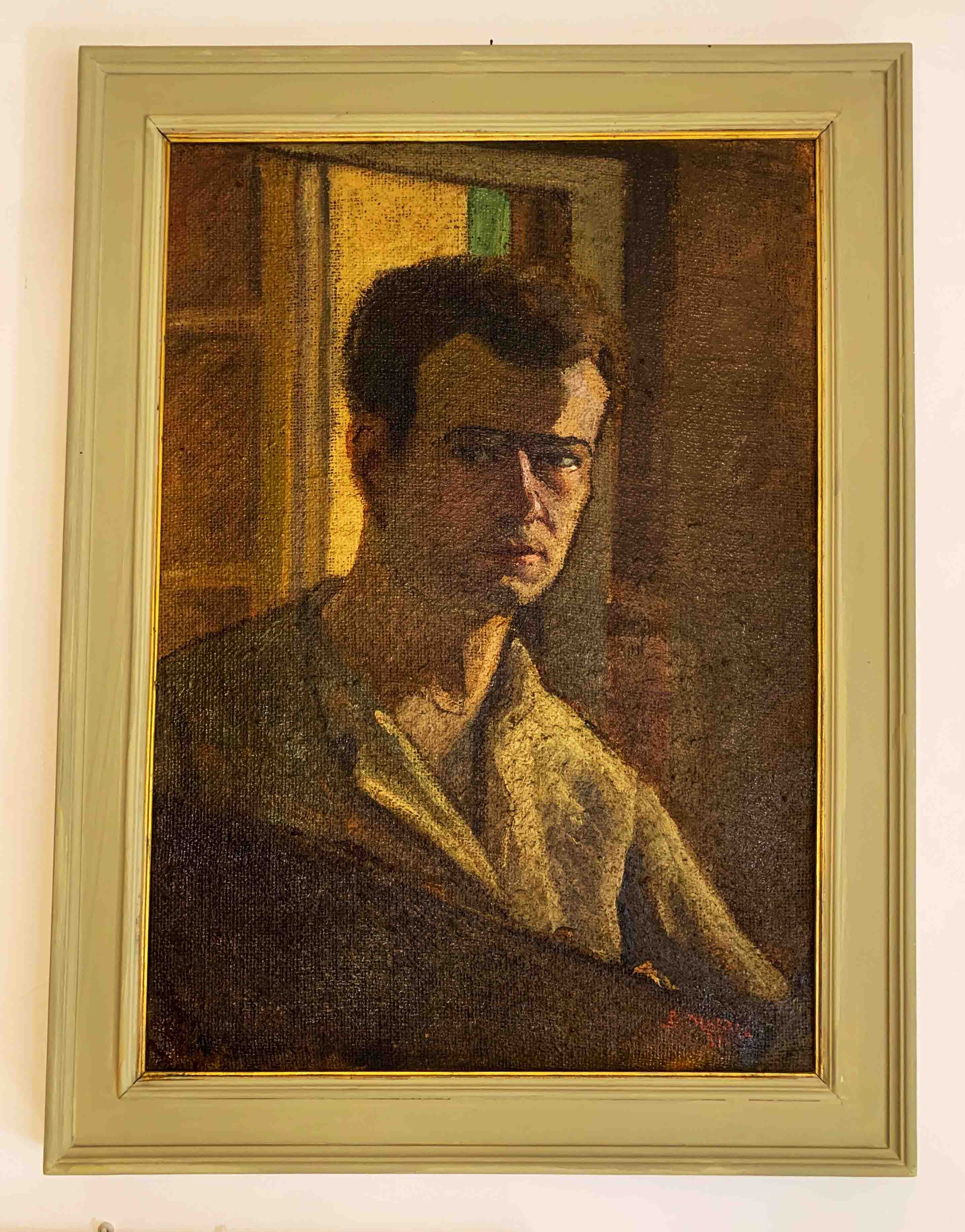
Autoritratto ad olio, 1932

Dopo il passaggio del Fronte da Siena (luglio 1944), Marzi riprende il suo lavoro di pittore eseguendo varie opere come il Beato Pier Pettinaio nella Basilica di San Francesco a Siena e dipinge il Palio di luglio, il primo dopo la sospensione della guerra, che vincerà la Contrada della Lupa. In quel Palio non mancano i riferimenti alla guerra come le unghie di un drago sulle croci uncinate e le bandiere delle potenze alleate che sventolano assieme alla bandiera italiana. L'anno successivo dipingerà nuovamente il palio di luglio e nascerà il figlio Duccio.
Nel 1950 dipingerà tutti e tre i palii di quell'anno.
Negli anni successivi realizzerà in media un drappellone all'anno e sarà impegnato in varie ville senesi, oltre a realizzare la vetrata Trinità, san Pietro e san Paolo per la chiesa di Bogotà in Colombia. 
L'amico Ettore Bastianini gli commissiona una serie di opere per la sede della Contrada della Pantera, mentre nel 1959 dipinge un San Bernardino che Silvio Gigli dona al vescovo di Grosseto. A Roma, nel 1965, decora la villa di Claudia Cardinale.
L'ennesimo drappellone, dipinto nel 1967, finisce al centro di un fatto di cronaca: essendo stato rubato la notte precedente la corsa da parte di studenti universitari bolognesi, il giorno seguente sul carro, durante la passeggiata storica, fu posto un drappo bianco con il bozzetto di Marzi. La Contrada della Giraffa, vincitrice di quel Palio, nel proprio museo, conserva gelosamente entrambi i drappi, quello che sfilò in piazza e quello che fu poi ritrovato.
Nel 1969 dipinge il suo ultimo Palio, in occasione del XXV anniversario della Liberazione della città dai nazi-fascisti. Si tratta della rielaborazione di un bozzetto del pittore Bruno Bonci, partigiano, ucciso qualche giorno prima della Liberazione di Siena da parte delle truppe naziste in ritirata.
Nel 1976 viene premiato con il "Mangia d'Argento", riconoscimento per i suoi meriti artistici e sociali da parte della città. Muore nel 1981 ed era sepolto nel Cimitero del Laterino, dove era collocata una terracotta col suo ritratto, opera dell'amico scultore Giulio Corsini. Allo scadere della concessione, le ossa vengono gettate nell'ossario comune e dell'opera di Corsini si perdono le tracce.

## Pittore di quadri antichi
Icilio Federico Joni fu un grande falsario di quadri antichi, venduti in Europa e negli Stati Uniti. Quando nel 1932 pubblicò le sue memorie tutti i quadri, provenienti da Siena o opera di pittori senesi, acquisiti in tanti musei nel mondo, furono guardati sotto una nuova luce e con sospetto. Tale era la perfezione di quei falsi che oggi, nel XXI secolo, anch'essi vengono considerati opere d'arte. Intorno a Joni si formarono e gravitarono numerosi restauratori e "pittori di quadri antichi": da Igino Gottardi a Gino Nelli, da Arturo Rinaldi detto "Pinturicchio" a Bruno Marzi e a Umberto Giunti, da Fulvio Corsini a Ferruccio Vannoni.

## Galleria d'immagini

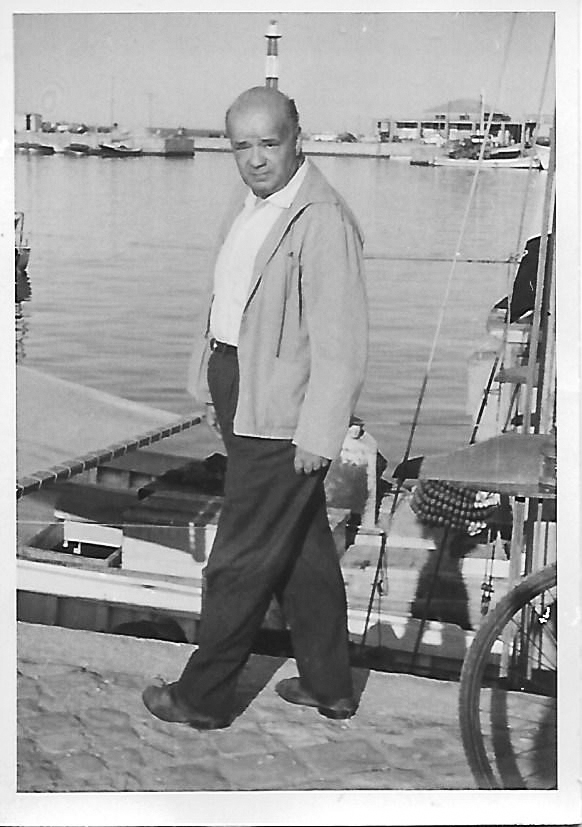
Negli anni Cinquanta, Bruno Marzi passegggiando al mare
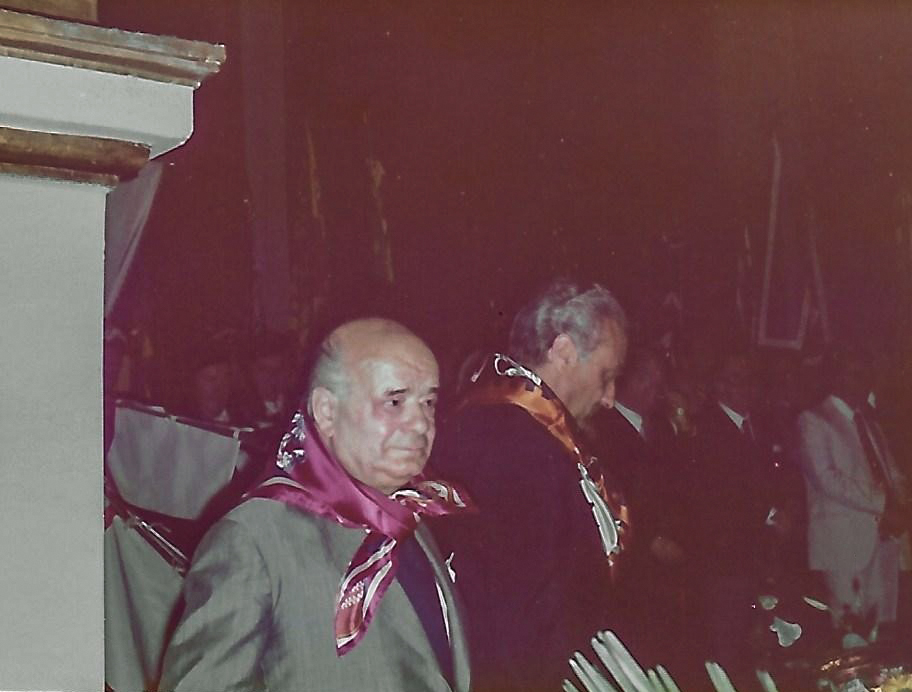
Marzi alla consegna del Premio Mangia d'Argento, 1976